# Orquesta Gulbenkian
La Orquesta Gulbenkian (en portugués: Orquestra Gulbenkian) es una orquesta sinfónica de la ciudad de Lisboa (Portugal). La orquesta ofrece sus conciertos en el Grande Auditorio de la Fundación Calouste Gulbenkian de la capital portuguesa.

## Historia
En 1962, la Fundación Calouste Gulbenkian decidió establecer una orquesta permanente, inicialmente compuesta por doce miembros (cuerdas y bajo continuo), a la que llamó Orquestra de Câmara Gulbenkian. Con el tiempo, se ha ido ampliando hasta contar en la actualidad con un conjunto de 66 músicos y con capacidad de ampliarse según las exigencias del programa. Este tamaño medio permite a la Orquesta Gulbenkian abordar un amplio repertorio que abarca todo el período clásico, parte importante de la literatura orquestal del siglo XIX, y gran parte de la música del siglo XX. Obras pertenecientes al repertorio tradicional de las grandes formaciones como Haydn, Mozart, Beethoven, Schubert, Mendelssohn o Schumann pueden interpretarse en versiones más cercanas a las efectivas orquestales para las que fueron concebidas originalmente. En 1971 adoptó el nombre de Orquestra Gulbenkian.
Desde 2002, su director principal es Lawrence Foster. Claudio Scimone, director principal de 1979 a 1986, ostenta actualmente el título de Director Honorario. La directora asociada principal es actualmente Simone Young.
A nivel internacional, la orquesta ha ido ampliando progresivamente su actividad, habiendo actuado por todo el mundo. La Orquesta Gulbenkian hizo su debut en Estados Unidos en noviembre de 1997 en Newark (Nueva Jersey).
En cada temporada, la orquesta realiza una serie regular de conciertos en el Grande Auditorio Gulbenkian de Lisboa, colaborando con algunos de los nombres más importantes del mundo de la música.

## Discografía
La orquesta cuenta con numerosas grabaciones con sellos como Teldec, Virgin Classics, Philips, Deutsche Grammophon, Hyperio o Naïve, entre otros, siendo reconocida con numerosos premios de prestigio.
Entre sus últimos proyectos discográficos cabe destacar la primera grabación mundial del Réquiem de Salieri y un CD con obras de Ligeti, Kodály y Bartók, ambos bajo la dirección de Lawrence Foster y publicados por Pentatone. Más recientemente, la Orquesta Gulbenkian grabó un disco dedicado al público juvenil con temas como Pedro y el lobo, de Prokófiev, O Carnaval dos Animais, de Saint-Saëns o Guía da Orquestra para Novos, de Britten, bajo la dirección de Joana Carneiro.

## Directores titulares
- Claudio Scimone (1979-1986)
- Muhai Tang (1988-2001)
- Lawrence Foster (2002-presente)